# کایروس واساراس
کایروس واساراس (به انگلیسی: Kyros Vassaras)، داور یونانی است. عمده شهرت وی به دلیل قضاوت در بازی‌های جام جهانی ۲۰۰۶ آلمان است.